# Jimmy Van Alen

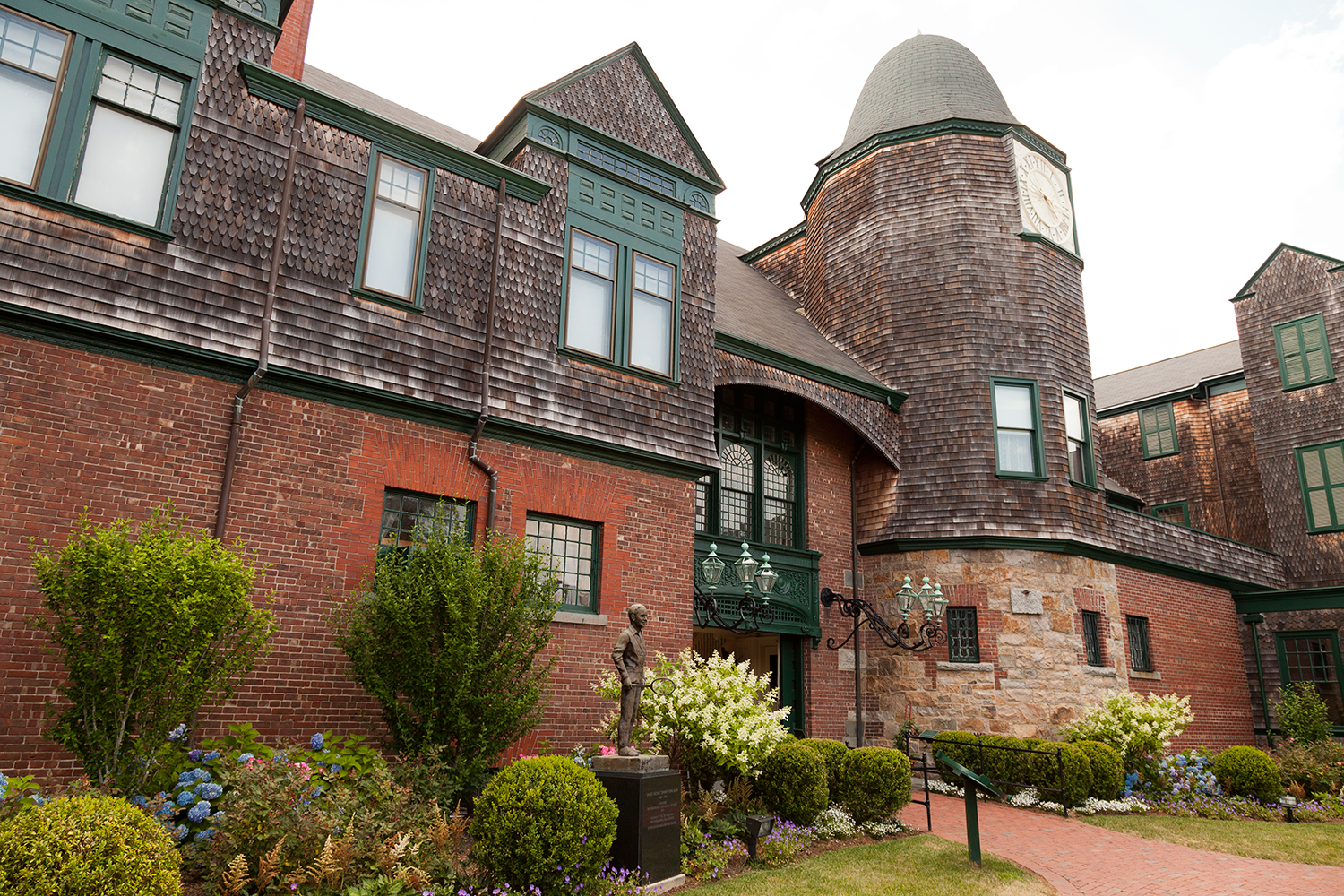
Estátua de Jimmy Van Alen no International Tennis Hall of Fame.

James Henry "Jimmy" Van Alen II  (Newport (Rhode Island), 19 de setembro de 1902 - 3 de julho de 1991) foi um poeta, musico , líder civil e um entusiasta do tênis estadunidense. Foi o criador do International Tennis Hall of Fame, o maior museu esportivo do esporte. 

## Legado
Ele foi o  inventor do tiebreaker, para finalização dos sets.